# Чарльз Роберт Дженкінс
Чарльз Роберт Дженкінс (англ. Charles Robert Jenkins; 18 лютого 1940, Рич-Сквер — 11 грудня 2017, Садо) — американський дезертир. Прожив у Північній Кореї 39 років (з 1965 до 2004).

## Біографія

### Військова служба і дезертирство
Народився у 1940 році в місті Рич-Сквер, штат Північна Кароліна. У 1955 році у віці 15 років (значно нижче мінімального призовного віку) приєднався до Національної гвардії США. У 1958 році перейшов на службу в регулярну армію США, був зачислений в 1-шу кавалерійську дивізію. Військову службу проходив в Південній Кореї (1960—1961) та Західній Німеччині (1962—1964).
У 1964 році Дженкінс потрапив у підрозділ, який охороняв демілітаризовану зону з південнокорейського боку. У січні 1965 році Дженкінс, боячись, що його вб'ють або відправлять на війну у В'єтнамі, вирішив втекти у Північну Корею. Перед втечею він випив 10 банок пива (за його словами, щоб заспокоїти нерви), перетнув кордон і здався північнокорейським прикордонникам. Дженкінс розраховував отримати притулок у посольстві СРСР, щоб згодом повернутись у США в рамках обміну полоненими, проте він отримав відмову і застряг в КНДР.

### Життя в КНДР
Упродовж багатьох років інформація про Дженкінса була недоступна за межами Північної Кореї. За словами Дженкінса він пошкодував про свою втечу майже одразу. У Пхеньяні його, разом з трьома іншими американськими дезертирами поселили в однокімнатному будинку без водопостачання, де вони прожили вчотирьох вісім років у повній ізоляції від іншого світу. Їх били охоронці, змушували по вісім годин на добу вчити корейську мову, вивчати напам'ять ідеологію чучхе і праці Кім Ір Сена. Виходити за межі будинку було суворо заборонено.
У 1972 році Дженкінс нарешті отримав північнокорейське громадянство, окреме житло і посаду викладача англійської мови в Пхеньянському університеті. Викладав англійську мову особисто Кім Ір Сену. Крім того, Дженкінс почав зніматись у північнокорейських пропагандистських фільмах, де грав американських лиходіїв.
У 1980 році одружився з японкою Хітомі Сога, викраденій північнокорейськими спецслужбами для навчання шпигунів японської мови. Пара зблизилася на фоні взаємної таємної ненависті до режиму. У пари народилось двоє дітей.

Чарльз Дженкінс і Хітомі Сога були фактично бранцями КНДР, але при цьому вони мали привілеї у порівнянні з звичайними жителями. Наприклад, під час голоду в КНДР у 1990-х роках влада кожний місяць видавала їм рис, мило, одяг і цигарки.
Я знав, як сильно моя дружина сумує за Японією, тому після весілля запитав у неї, як японською буде «на добраніч». Щовечора я тричі цілував її і говорив «Оясумі», вона ж відповідала мені англійською «на добраніч». Ми робили це, щоб не забути, хто ми і звідки.
— згадував Дженкінс пізніше у своїх мемуарах.

### Звільнення

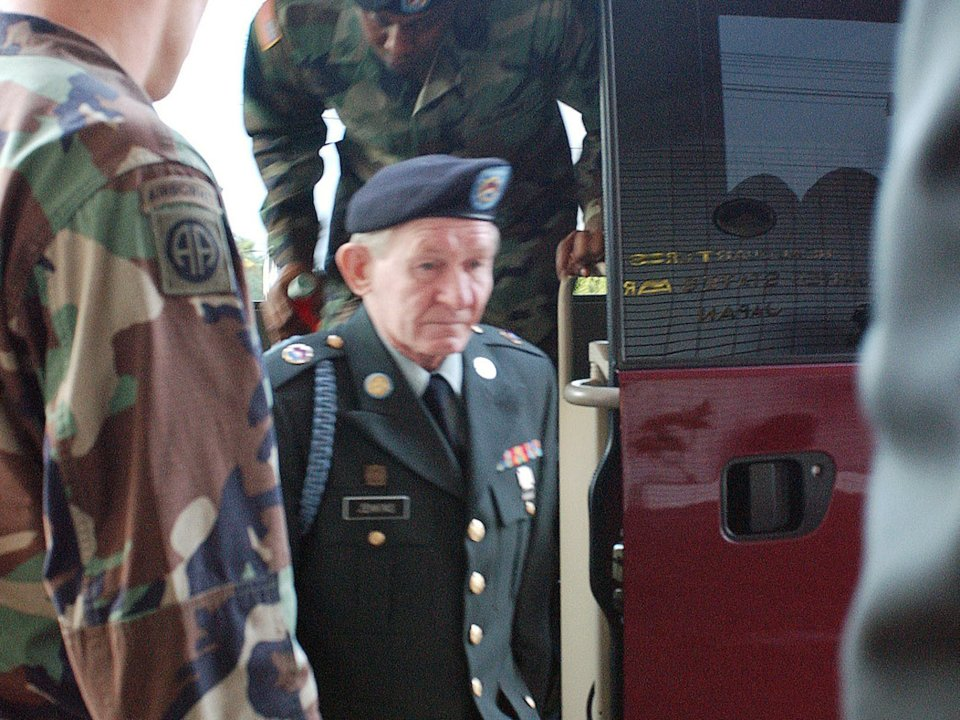
Дженкінс у 2004 році

У 2002 році Кім Чен Ір зізнався, що спецслужби КНДР викрали тринадцять громадян Японії, і дозволив п'ятьом із них повернутися на батьківщину. Серед звільнених була дружина Дженкінса Хітомі Сога. Її історія про роман з американським солдатом стала сенсацією в Японії. Унаслідок дипломатичних переговорів за підтримки тодішнього прем'єр-міністра Японії Коїдзумі Дзюнітіро офіційний Пхеньян дозволив Дженкінсу й обом його донькам залишити країну.
3 листопада 2004 року Дженкінс постав перед військовим трибуналом у штаб-квартирі армії США в Японії за дезертирство. Його було засуджено до 30 днів в'язниці, однак випущено за зразкову поведінку на 7 днів раніше.
З чотирьох американських солдатів, які втекли в КНДР у 1960-х роках, Чарльз Дженкінс став єдиним, хто зміг виїхати; інші прожили в КНДР до кінця життя.

### Подальше життя та смерть
Решту життя Дженкінс прожив із родиною на острові Садо, де народилась його дружина. Він не володів японською, не вмів водити машину, користуватися комп'ютером і навіть не знав, що таке Інтернет.
14 червня 2005 року він разом із родиною відвідав Північну Кароліну, де все ще жила його 91-річна мати.
У 2005 році Дженкінс написав книгу мемуарів. У 2008 році разом із журналістом Джимом Фредеріком написав книгу «The Reluctant Communist: My Desertion, Court-Martial, and Forty-Year Imprisonment in North Korea».
Помер 11 грудня 2017 року у віці 77 років.